# Usjakovön

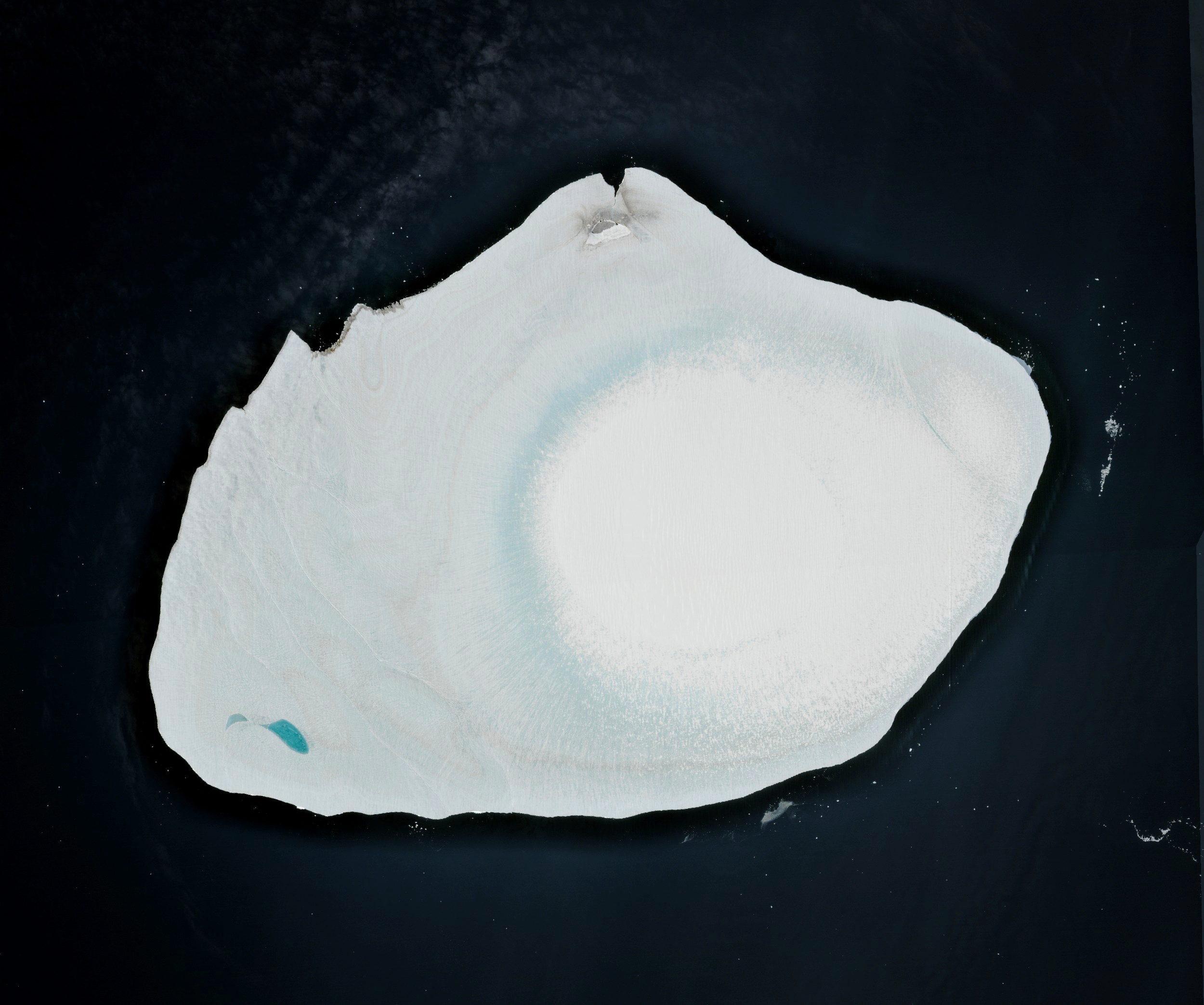
Satellitbild över Usjakovön.

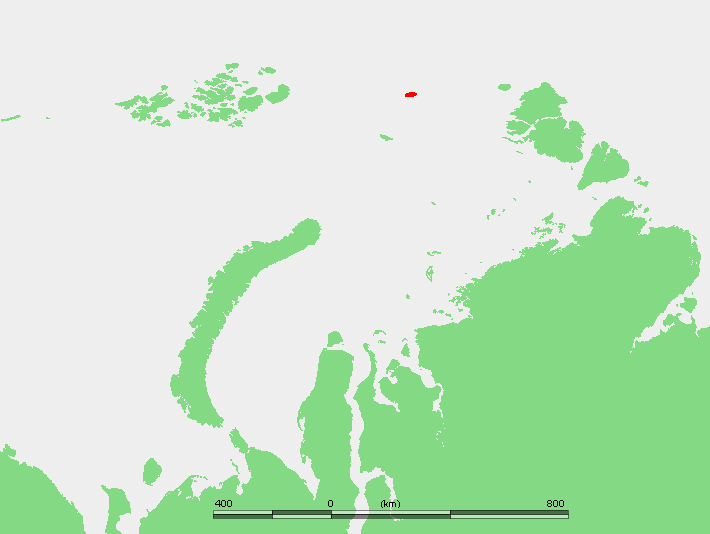
Lägeskarta.

Usjakovön (ryska: Остров Ушакова, Ostrov Usjakova) är en isolerad ö i Norra ishavet tillhörande Krasnojarsk kraj, Ryssland. Ön befinner sig mellan Frans Josefs land och Severnaja Zemlja. 
Usjakovön har en areal på omkring 328 km², varav 45% är täckt av glaciärer. Öns högsta punkt ligger på ca 294 m ö.h. Den närmast belägna landmassan är den lilla Vizeön (Остров Визе). 

## Historia
Usjakovön var den sista landmassan i Sovjetunionen att hittas. Den påträffades först 1935 i en expedition ledd av Georgij Aleksejevitj Usjakov, som ön är döpt efter. Expeditionen syfte var att utforska de nordliga latituderna i Karahavet, och utfördes på isbrytaren Sadko. 
De första övervintringen på Usjakovön genomfördes 1954 till 1955, och samtidigt etablerades en forskningsstation. Denna station övergavs under 80-talet.

## Klimat
Usjakovön har ett glacialklimat (EF), på gränsen till tundraklimat (ET). Somrarna är kalla och torra, medan vintrarna är extremt kyliga och praktiskt taget utan nederbörd.
|                                            | Jan   | Feb   | Mar   | Apr   | Maj   | Jun  | Jul  | Aug  | Sep  | Okt   | Nov   | Dec   |
| ------------------------------------------ | ----- | ----- | ----- | ----- | ----- | ---- | ---- | ---- | ---- | ----- | ----- | ----- |
| Normaldygnets maximitemperaturs medelvärde | −23,1 | −23,6 | −24,1 | −18,9 | −8,7  | −1,0 | 0,6  | 0,1  | −3,6 | −10,8 | −19,2 | −23,4 |
| Normaldygnets minimitemperaturs medelvärde | −29,2 | −29,1 | −29,5 | −24,3 | −12,4 | −3,4 | −1,1 | −2,2 | −7,1 | −16,1 | −24,6 | −28,8 |
|                                            |       |       |       |       |       |      |      |      |      |       |       |       |
| Nederbörd                                  | 5,9   | 3,1   | 4,9   | 9,7   | 7,6   | 4,7  | 2,8  | 17,3 | 8,3  | 18,3  | 3,7   | 2,5   |

| Diagram | temperaturer i °C • månadsnederbörd i mm • Källa: Météo Climat | temperaturer i °C • månadsnederbörd i mm • Källa: Météo Climat | temperaturer i °C • månadsnederbörd i mm • Källa: Météo Climat | temperaturer i °C • månadsnederbörd i mm • Källa: Météo Climat | temperaturer i °C • månadsnederbörd i mm • Källa: Météo Climat | temperaturer i °C • månadsnederbörd i mm • Källa: Météo Climat | temperaturer i °C • månadsnederbörd i mm • Källa: Météo Climat | temperaturer i °C • månadsnederbörd i mm • Källa: Météo Climat | temperaturer i °C • månadsnederbörd i mm • Källa: Météo Climat | temperaturer i °C • månadsnederbörd i mm • Källa: Météo Climat | temperaturer i °C • månadsnederbörd i mm • Källa: Météo Climat | temperaturer i °C • månadsnederbörd i mm • Källa: Météo Climat |
|         | 6 -23 -29                                                      | 3 -24 -29                                                      | 5 -24 -30                                                      | 10 -19 -24                                                     | 8 -9 -12                                                       | 5 -1 -3                                                        | 3 1 -1                                                         | 17 0 -2                                                        | 8 -4 -7                                                        | 18 -11 -16                                                     | 4 -19 -25                                                      | 3 -23 -29                                                      |